# Ladislas Szécsényi
Pour les articles homonymes, voir Szécsényi.
Ladislas (III) Szécsényi (mort en 1460) est un noble hongrois, foispan de Nógrád et Hont. Il est l'un des petits-fils de Franck Szécsényi, voïvode de Transylvanie. Si on fait abstraction de son fils Jean mort en bas âge, Ladislas Sécsényi est le dernier membre masculin de la famille Szécsényi qui s'éteindra avec lui, 147 ans après sa création par Thomas Szécsényi.